# Eduard Heger
Eduard Heger (* 3. května 1976 Bratislava) je slovenský politik. Od roku 2016 působil jako poslanec Národní rady Slovenské republiky za hnutí OĽaNO. Od března 2020 do března 2021 byl místopředsedou vlády a ministrem financí v Matovičově kabinetu, po jeho pádu byl premiérem až do května 2023, kdy jeho vládu nahradila nová vláda Ľudovíta Ódora. V roce 2023 byl předsedou politické strany Demokrati, poté ho vystřídal Jaroslav Naď.

## Život

### Před vstupem do politiky
V roce 1999 dokončil pět let studia na ekonomické fakultě Ekonomické univerzity v Bratislavě s titulem inženýr (Ing.). Po promoci se stal asistentem generálního ředitele slovenské společnosti Intercomp Imex, která vyrábí koupelnové potřeby. V letech 1998–1999 pracoval jako manažer skupiny restaurací Kohútík v Bratislavě. Od roku 1999 do roku 2000 byl obchodním manažerem v EBI company. V letech 2001 až 2005 pracoval jako juniorský konzultant pro americkou společnost Cubic Application, která působila jako poradní tým pro slovenské ministerstvo obrany. V letech 2005 až 2007 působil jako manažer křesťanské komunity ve správě Katedrály svatého Martina v Bratislavě. V letech 2007 až 2016 pracoval ve Spojených státech jako manažer pro slovenského výrobce vodky Old Nassau.

### V opozici 2016–2020
V parlamentních volbách na Slovensku v roce 2016 kandidoval z 24. místa na kandidátce protikorupčního hnutí OĽaNO do Národní rady Slovenské republiky. Pomocí preferenčních hlasů voličů, kterých získal více než 15 tisíc, se ve svém hnutí umístil na 10. místě a byl zvolen poslancem. Stal se předsedou poslaneckého klubu OĽaNO, předsedou Výboru Národní rady pro kontrolu vojenského zpravodajství a členem výborů Národní rady pro hospodářské a evropské záležitosti. Byl velmi aktivním a energickým kritikem vlády v parlamentu. Během funkčního období byl hodnocen jako 2. nejaktivnější člen Národní rady. Předložil 173 návrhů zákonů a v parlamentu vystoupil 680krát. Byl opozičním stínovým ministrem financí, vypracoval ekonomický program svého hnutí za „zdravé“ veřejné finance a představil balíček opatření k boji proti byrokracii. Rovněž se účastnil a organizoval několik protikorupčních a protivládních protestů. Během volebního období byl také spoluorganizátorem iniciativy Stop hazardu, která bojovala za zákaz her a výherních automatů.

### Od roku 2020
V hnutí OĽaNO byl místopředsedou pro personální záležitosti. V parlamentních volbách v roce 2020 opět kandidoval za OĽaNO. Získal celkem 62 964 preferenčních hlasů, a byl tak znovu zvolen do NR SR. 21. března byl jmenován ministrem financí SR v nové vládě Igora Matoviče.
Dne 1. dubna 2021 byl prezidentkou Zuzanou Čaputovou jmenován premiérem, když si v důsledku vládní krize vyměnil úřady s Igorem Matovičem a začal řídit nově jmenovaný kabinet.
Od 13. září do 4. října 2022 byl pověřen řízením ministerstva školství v důsledku odchodu SaS z vlády a tím i rezignace ministra školství za SaS Branislava Gröhlinga.
V prosinci 2022 byl prezidentkou Zuzanou Čaputovou pověřen vedením slovenské vlády, když byla jeho vlastní vládě ve slovenském parlamentu vyjádřena nedůvěra. V květnu 2023 požádal po odchodu několika dalších ministrů z vlády o odejmutí pověření. Prezidentka Zuzana Čaputová proto 15. května 2023 jmenovala tzv. úřednickou vládu, která úřadovala do parlamentních voleb v září 2023. Předsedou vlády se stal viceguvernér Národní banky Slovenska Ľudovít Ódor.
V březnu 2023 oznámil odchod z OĽaNO. Následně se stal členem a zároveň předsedou politické strany Demokrati. Předsedou strany byl do 2. prosince 2023, kdy jej ve funkci vystřídal Jaroslav Naď.
V evropských volbách v roce 2024 kandidoval na posledním 15. místě kandidátní listiny Demokratů, ale nebyl zvolen. Strana totiž získala jen 4,68 % hlasů a tedy žádný mandát.

## Politické názory
Je silným zastáncem umírněně konzervativní a liberálně konzervativní pozice v oblasti drogové, potratové nebo LGBT politiky.

## Osobní život

### Rodina
Spolu se svojí manželkou Lucií má čtyři děti.

### Víra
Je silně věřícím a ve svém volném čase pracoval v několika funkcích katolické církve na Slovensku. Po smrti svého otce v roce 1999 konvertoval z ateismu na křesťanství.